# Side to Side
"Side to Side" is een nummer van de Amerikaanse zangeres Ariana Grande en de Trinidadiaans-Amerikaanse rapster Nicki Minaj. Het is tevens de derde single van het derde studioalbum van Grande, genaamd Dangerous Woman. Beide artiesten schreven mee aan het nummer samen met Savan Kotecha, Alexander Kronlund, Max Martin en Ilya Salmanzadeh. De laatste twee waren ook de producenten van het nummer. Het nummer was eerder al te horen op het album, maar werd op 30 augustus 2016 als single uitgebracht.

## Achtergrondinformatie
Het nummer wordt beschreven als reggae-pop en r&b. De tekst ervan verwijst naar de pijn na seks.

## Videoclip
De video die werd geregisseerd door Hannah Lux Davis werd voor het eerst getoond op de website van het kledingmerk Guess op de nacht van 28 augustus 2016. De videoclip begint met Grande die een indoorcyclingklas leidt, met een choreografie met de danseressen. De clip gaat over naar een gym en daarna een kleedkamer waar Grande en de danseressen gezien worden met boksmateriaal. Grande en Minaj zijn te zien in een sauna, omringd door verschillende modellen.

## Liveoptredens
Grande trad op bij de MTV Video Music Awards met Minaj met het nummer "Side to Side". Bij dit optreden werd er als steunmateriaal gebruikgemaakt van hometrainers en paardvoltige. Grande zong het lied op 8 september in The Tonight Show op 8 september 2016. Ze zong het lied ook in een akoestische medley met "Into You" in The Ellen DeGeneres Show. Ook trad Grande weer op met Minaj bij de American Music Awards, dit keer in een jungle-setting.

## Hitnoteringen

### Nederlandse Top 40
| Hitnotering: 17-09-2016 t/m 14-01-2017 | Hitnotering: 17-09-2016 t/m 14-01-2017 | Hitnotering: 17-09-2016 t/m 14-01-2017 | Hitnotering: 17-09-2016 t/m 14-01-2017 | Hitnotering: 17-09-2016 t/m 14-01-2017 | Hitnotering: 17-09-2016 t/m 14-01-2017 | Hitnotering: 17-09-2016 t/m 14-01-2017 | Hitnotering: 17-09-2016 t/m 14-01-2017 | Hitnotering: 17-09-2016 t/m 14-01-2017 | Hitnotering: 17-09-2016 t/m 14-01-2017 | Hitnotering: 17-09-2016 t/m 14-01-2017 | Hitnotering: 17-09-2016 t/m 14-01-2017 | Hitnotering: 17-09-2016 t/m 14-01-2017 | Hitnotering: 17-09-2016 t/m 14-01-2017 | Hitnotering: 17-09-2016 t/m 14-01-2017 | Hitnotering: 17-09-2016 t/m 14-01-2017 | Hitnotering: 17-09-2016 t/m 14-01-2017 | Hitnotering: 17-09-2016 t/m 14-01-2017 | Hitnotering: 17-09-2016 t/m 14-01-2017 | Hitnotering: 17-09-2016 t/m 14-01-2017 | Hitnotering: 17-09-2016 t/m 14-01-2017 |
| Week:                                  | 1                                      | 2                                      | 3                                      | 4                                      | 5                                      | 6                                      | 7                                      | 8                                      | 9                                      | 10                                     | 11                                     | 12                                     | 13                                     | 14                                     | 15                                     | 16                                     | 17                                     | 18                                     |                                        |                                        |
| -------------------------------------- | -------------------------------------- | -------------------------------------- | -------------------------------------- | -------------------------------------- | -------------------------------------- | -------------------------------------- | -------------------------------------- | -------------------------------------- | -------------------------------------- | -------------------------------------- | -------------------------------------- | -------------------------------------- | -------------------------------------- | -------------------------------------- | -------------------------------------- | -------------------------------------- | -------------------------------------- | -------------------------------------- | -------------------------------------- | -------------------------------------- |
| Positie:                               | 38                                     | 25                                     | 18                                     | 17                                     | 16                                     | 13                                     | 11                                     | 14                                     | 13                                     | 15                                     | 17                                     | 20                                     | 23                                     | 23                                     | 25                                     | 31                                     | 35                                     | 40                                     | uit                                    |                                        |

### NederlandseSingle Top 100
| Hitnotering: 10-09-2016 t/m 04-03-2017 | Hitnotering: 10-09-2016 t/m 04-03-2017 | Hitnotering: 10-09-2016 t/m 04-03-2017 | Hitnotering: 10-09-2016 t/m 04-03-2017 | Hitnotering: 10-09-2016 t/m 04-03-2017 | Hitnotering: 10-09-2016 t/m 04-03-2017 | Hitnotering: 10-09-2016 t/m 04-03-2017 | Hitnotering: 10-09-2016 t/m 04-03-2017 | Hitnotering: 10-09-2016 t/m 04-03-2017 | Hitnotering: 10-09-2016 t/m 04-03-2017 | Hitnotering: 10-09-2016 t/m 04-03-2017 | Hitnotering: 10-09-2016 t/m 04-03-2017 | Hitnotering: 10-09-2016 t/m 04-03-2017 | Hitnotering: 10-09-2016 t/m 04-03-2017 | Hitnotering: 10-09-2016 t/m 04-03-2017 | Hitnotering: 10-09-2016 t/m 04-03-2017 | Hitnotering: 10-09-2016 t/m 04-03-2017 | Hitnotering: 10-09-2016 t/m 04-03-2017 | Hitnotering: 10-09-2016 t/m 04-03-2017 | Hitnotering: 10-09-2016 t/m 04-03-2017 | Hitnotering: 10-09-2016 t/m 04-03-2017 |
| Week:                                  | 1                                      | 2                                      | 3                                      | 4                                      | 5                                      | 6                                      | 7                                      | 8                                      | 9                                      | 10                                     | 11                                     | 12                                     | 13                                     | 14                                     | 15                                     | 16                                     | 17                                     | 18                                     | 19                                     | 20                                     |
| -------------------------------------- | -------------------------------------- | -------------------------------------- | -------------------------------------- | -------------------------------------- | -------------------------------------- | -------------------------------------- | -------------------------------------- | -------------------------------------- | -------------------------------------- | -------------------------------------- | -------------------------------------- | -------------------------------------- | -------------------------------------- | -------------------------------------- | -------------------------------------- | -------------------------------------- | -------------------------------------- | -------------------------------------- | -------------------------------------- | -------------------------------------- |
| Positie:                               | 100                                    | 48                                     | 21                                     | 11                                     | 11                                     | 11                                     | 11                                     | 14                                     | 15                                     | 19                                     | 19                                     | 20                                     | 22                                     | 29                                     | 30                                     | 41                                     | 42                                     | 54                                     | 47                                     | 49                                     |
| Week:                                  | 21                                     | 22                                     | 23                                     | 24                                     | 25                                     |                                        |                                        |                                        |                                        |                                        |                                        |                                        |                                        |                                        |                                        |                                        |                                        |                                        |                                        |                                        |
| Positie:                               | 54                                     | 74                                     | 88                                     | 88                                     | 94                                     | uit                                    |                                        |                                        |                                        |                                        |                                        |                                        |                                        |                                        |                                        |                                        |                                        |                                        |                                        |                                        |

### NederlandseMega Top 50
| Hitnotering: 10-09-2016 t/m 14-01-2017 | Hitnotering: 10-09-2016 t/m 14-01-2017 | Hitnotering: 10-09-2016 t/m 14-01-2017 | Hitnotering: 10-09-2016 t/m 14-01-2017 | Hitnotering: 10-09-2016 t/m 14-01-2017 | Hitnotering: 10-09-2016 t/m 14-01-2017 | Hitnotering: 10-09-2016 t/m 14-01-2017 | Hitnotering: 10-09-2016 t/m 14-01-2017 | Hitnotering: 10-09-2016 t/m 14-01-2017 | Hitnotering: 10-09-2016 t/m 14-01-2017 | Hitnotering: 10-09-2016 t/m 14-01-2017 | Hitnotering: 10-09-2016 t/m 14-01-2017 | Hitnotering: 10-09-2016 t/m 14-01-2017 | Hitnotering: 10-09-2016 t/m 14-01-2017 | Hitnotering: 10-09-2016 t/m 14-01-2017 | Hitnotering: 10-09-2016 t/m 14-01-2017 | Hitnotering: 10-09-2016 t/m 14-01-2017 | Hitnotering: 10-09-2016 t/m 14-01-2017 | Hitnotering: 10-09-2016 t/m 14-01-2017 | Hitnotering: 10-09-2016 t/m 14-01-2017 | Hitnotering: 10-09-2016 t/m 14-01-2017 |
| Week:                                  | 1                                      | 2                                      | 3                                      | 4                                      | 5                                      | 6                                      | 7                                      | 8                                      | 9                                      | 10                                     | 11                                     | 12                                     | 13                                     | 14                                     | 15                                     | 16                                     | 17                                     | 18                                     | 19                                     |                                        |
| -------------------------------------- | -------------------------------------- | -------------------------------------- | -------------------------------------- | -------------------------------------- | -------------------------------------- | -------------------------------------- | -------------------------------------- | -------------------------------------- | -------------------------------------- | -------------------------------------- | -------------------------------------- | -------------------------------------- | -------------------------------------- | -------------------------------------- | -------------------------------------- | -------------------------------------- | -------------------------------------- | -------------------------------------- | -------------------------------------- | -------------------------------------- |
| Positie:                               | 41                                     | 42                                     | 22                                     | 24                                     | 27                                     | 20                                     | 18                                     | 18                                     | 14                                     | 14                                     | 17                                     | 19                                     | 19                                     | 19                                     | 19                                     | 27                                     | 40                                     | 37                                     | 41                                     | uit                                    |

### VlaamseUltratop 50
| Hitnotering: 24-09-2016 t/m 01-01-2017 | Hitnotering: 24-09-2016 t/m 01-01-2017 | Hitnotering: 24-09-2016 t/m 01-01-2017 | Hitnotering: 24-09-2016 t/m 01-01-2017 | Hitnotering: 24-09-2016 t/m 01-01-2017 | Hitnotering: 24-09-2016 t/m 01-01-2017 | Hitnotering: 24-09-2016 t/m 01-01-2017 | Hitnotering: 24-09-2016 t/m 01-01-2017 | Hitnotering: 24-09-2016 t/m 01-01-2017 | Hitnotering: 24-09-2016 t/m 01-01-2017 | Hitnotering: 24-09-2016 t/m 01-01-2017 | Hitnotering: 24-09-2016 t/m 01-01-2017 | Hitnotering: 24-09-2016 t/m 01-01-2017 | Hitnotering: 24-09-2016 t/m 01-01-2017 | Hitnotering: 24-09-2016 t/m 01-01-2017 | Hitnotering: 24-09-2016 t/m 01-01-2017 | Hitnotering: 24-09-2016 t/m 01-01-2017 |
| Week:                                  | 1                                      | 2                                      | 3                                      | 4                                      | 5                                      | 6                                      | 7                                      | 8                                      | 9                                      | 10                                     | 11                                     | 12                                     | 13                                     |                                        | 14                                     |                                        |
| -------------------------------------- | -------------------------------------- | -------------------------------------- | -------------------------------------- | -------------------------------------- | -------------------------------------- | -------------------------------------- | -------------------------------------- | -------------------------------------- | -------------------------------------- | -------------------------------------- | -------------------------------------- | -------------------------------------- | -------------------------------------- | -------------------------------------- | -------------------------------------- | -------------------------------------- |
| Positie:                               | 39                                     | 36                                     | 33                                     | 29                                     | 23                                     | 23                                     | 31                                     | 23                                     | 27                                     | 32                                     | 33                                     | 39                                     | 44                                     | uit                                    | 50                                     | uit                                    |